# Inga problem
"Inga problem" är en låt av den svenska hiphopduon Snook från deras andra studioalbum Är (2006). Låten släpptes som albumets tredje singel den 28 februari 2007 på Pope Records. Därefter gjordes en remix med Petter och Veronica Maggio som släpptes den 13 juni 2007.

## Format och låtlistor
- Digital nedladdning[1]

1. "Inga problem" – 3:07

- Remix[2]

1. "Inga problem" (Remix) (med Petter och Veronica Maggio) – 3:16

## Fotnoter
1. ↑  ”Inga problem (2007)” (på engelska). 7digital. Arkiverad från originalet den 19 februari 2012. https://web.archive.org/web/20120219060759/http://se.7digital.com/artist/snook/release/inga-problem. Läst 30 januari 2012.
2. ↑  ”Snook, Inga Problem (Remix)”. Klicktrack.com. Arkiverad från originalet den 7 april 2012. https://web.archive.org/web/20120407205736/http://www.klicktrack.com/klicktrack/releases/snook/inga-problem-remix. Läst 30 januari 2012.